# La Pobla de Cérvoles
La Pobla de Cérvoles – gmina w Hiszpanii, w prowincji Lleida, w Katalonii, o powierzchni 62,15 km². W 2011 roku gmina liczyła 245 mieszkańców.